# Steven Soderbergh
Steven Andrew Soderbergh (Atlanta, 14 de janeiro de 1963) é um cineasta estadunidense. É creditado algumas vezes em filmes como Peter Andrews, Sam Lowry ou Mary Ann Bernard.

## Biografia
Soderbergh nasceu em Atlanta, filho de Mary Ann (Bernard) e Andrew Peter Soderbergh, que era um educador e administrador da universidade. Seu avô paterno era um sueco, imigrante de Estocolmo. Quando era criança, sua família se mudou de Atlanta para Charlottesville, Virgínia, onde viveu durante a sua adolescência. Em seguida, mudou-se para Baton Rouge, Louisiana, onde seu pai tornou-se decano da Educação na Universidade Estadual de Louisiana (LSU). Quando adolescente ele conheceu o cinema, dirigindo curtas-metragens com um Super 8, equipamento emprestado de estudantes da LSU.
Soderbergh também foi, eventualmente, free-lancer como editor de filmes. Tornou-se famoso por executar várias funções dentro de um mesmo filme, como direção de fotografia, edição, direção e roteiro. Como a WGA proíbe que o cineasta exerça múltiplas funções dentro de um filme, ele assina sob diferentes pseudônimos.
Em 2001 tornou-se o terceiro diretor a ser indicado ao Oscar de melhor diretor por dois filmes, Traffic e Erin Brockovich (o primeiro foi Victor Fleming, no ano de 1939 e o segundo foi Francis Ford Coppola no ano de 1974 por O Poderoso Chefão - Parte II e A Conversação).
Entrou no mundo da direção quando filmou um espetáculo do grupo de rock Yes, o que lhe rendeu uma indicação ao Grammy. O vídeo do show foi o 9012 Live, em 1986.
Foi também o vencedor mais novo da Palma de Ouro no Festival de Cannes, em 1989, por seu trabalho no filme de estreia de carreira, Sexo, Mentiras e Videotape.
Em 2006 lançou um plano ousado de distribuição de filmes, que tem seis experiências. O primeiro foi Bubble, um filme sem importância a não ser pelo fato de que, além do cinema, também foi, simultaneamente, lançado em DVD e na televisão paga. Esse fato ocorreu, em parte, pela mudança de costumes das pessoas no mundo, já que alugam mais DVDs, assistem mais vídeos na web, também baixam filmes na rede e veem muita televisão (aberta ou paga) do que simplesmente ir ao cinema.
Ele, que veio do meio cinematográfico independente, se justificou, dizendo que o espectador, atualmente, quer ter mais controle sobre as formas de ver filmes; é um processo irreversível.

## Filmografia como diretor
- 1987 – Winston
- 1989 – Sex, Lies, and Videotape (br: Sexo, mentiras e videotape / pt: Sexo, mentiras e vídeo)
- 1991 – Kafka
- 1993 – King of the Hill (br: O inventor de ilusões / pt: O rei do bairro)
- 1995 – Underneath (br: Obsessão / pt: Crime sem recompensa)
- 1996 – Grey's Anatomy
- 1996 – Schizopolis
- 1998 – Out of Sight (br: Irresistível paixão / pt: Romance perigoso)
- 1999 – The Limey (br: O estranho / pt: O falcão inglês)
- 2000 – Erin Brockovich (br: Erin Brockovich, uma mulher de talento / pt: Erin Brockovich)
- 2000 – Traffic (br: Traffic / pt: Traffic - Ninguém sai ileso)
- 2001 – Ocean's Eleven (br: Onze homens e um segredo / pt: Façam as vossas apostas)
- 2002 – Full Frontal (br: Full Frontal / pt: Vidas a nu)
- 2002 – Solaris (br / pt: Solaris)
- 2004 – Eros'
- 2004 – Ocean's Twelve (br: Doze homens e outro segredo / pt: Ocean's 12)
- 2005 – Bubble
- 2006 – The Good German  (br: O segredo de Berlim  / pt: O bom alemão)
- 2007 – Ocean's Thirteen (br: Treze homens e um novo segredo / pt: Ocean's 13)
- 2009 – Che
- 2009 – The Girlfriend Experience (br: Confissões de uma Garota de Programa)
- 2009 – The Informant! (br: O Desinformante)
- 2010 – And Everything is Going Fine
- 2010 – The Last Time I Saw Michael Gregg (2010)
- 2011 – Contagion (br: Contágio)
- 2011 – Haywire
- 2012 - Magic Mike
- 2013 - Side Effects (br: Terapia de Risco / pt: Efeitos Secundários)
- 2013 – Behind The Candelabra
- 2014 - The Knick -1ª temporada
- 2015 - The Knick -2º temporada
- 2017 - Logan Lucky (br: Logan Lucky - Roubo em Família)
- 2018 - Unsane (br: Distúrbio)
- 2019 - High Flying Bird
- 2019 - The Laundromat - (br: A Lavanderia / pt:  Laundromat: O Escândalo dos Papéis do Panamá)
- 2025 - Presence - (br: Presença / pt: A Presença)

## Premiações
- Ganhou em 2001 o Oscar de melhor diretor por Traffic (2000) e foi indicado ao prêmio de melhor diretor por Erin Brockovich, uma mulher de talento.
- Recebeu indicação ao Oscar de melhor roteiro original por Sexo, Mentiras e Videotape (1989).
- Ganhou, em 1989, no Festival de Cannes, a Palma de Ouro e o prêmio FIPRESCI, por seu trabalho como diretor em Sexo, Mentiras e Videotape (1989).
- Ganhou em 1989 o prêmio da audiência no Festival de Sundance, por Sexo, mentiras e videotape (1989).
- Recebeu em 2001 duas indicações ao Globo de Ouro de melhor direção, por Traffic (2000) e Erin Brockovich, uma mulher de talento (2000).
- Recebeu em 1990 indicação ao Globo de Ouro, na categoria de melhor roteiro, por Sexo, mentiras e videotape (1989).
- Recebeu indicação em 1990 ao César de melhor filme estrangeiro, por Sexo, mentiras e videotape (1989).
- Recebeu indicação ao prêmio Cinco Continentes, no European Film Festival, por Erin Brockovich, uma mulher de talento (2000).
- Recebeu em 2001 duas indicações ao prêmio David Lean, no BAFTA, pela direção em Traffic (2000) e Erin Brockovich, uma mulher de talento (2000).
- Recebeu em 1990, indicação ao BAFTA, na categoria de melhor roteiro, por Sexo, mentiras e videotape (1989).
- Recebeu em 2000 indicação ao prêmio Independent Spirit Award como diretor por O estranho (1999).
- Ganhou em 1990 o prêmio Independent Spirit Award como diretor por Sexo, mentiras e videotape (1989).
- Ganhou o Satellite Awards, por Traffic (2000).
- Recebeu em 2001 duas indicações ao Satélite de Ouro, no Festival Golden Satellite, na categoria de melhor fotografia por Traffic (2000) e de melhor diretor por Erin Brockovich, uma mulher de talento (2000).
- Recebeu em 1999, indicação ao Satélite de Ouro, no Festival Golden Satellite, por seu trabalho como produtor no filme Pleasantville - A vida em preto e branco(1998).